# Liste von Sportvereinskürzeln
Die Liste der Sportvereinskürzel erklärt die Bedeutung von Abkürzungen, die in den Namen deutschsprachiger Sportvereine vorkommen.
Man kann nicht alle Kürzel eindeutig definieren. V kann sowohl für Verein als auch für Verband oder Vereinigung stehen, G sowohl für Gemeinschaft als auch für Gemeinde oder Gruppe, S sowohl für Sport-, als auch für Spiel-, Schach-, Segel- oder Schwimm- usw. Bindestriche zwischen Namensteilen und das und z. B. in Fußball- und Sportverein sind meistens optional.

## Liste

### A
- AB: Athleten-Bund
- ABC: Athletik- Ballspiele Club
- AC: Athletik-Club / Aero-Club / Auto-Club / Alpinistik-Club
- AK: Athletiksportklub
- AMC: Automodellclub / Automobilclub / Automobil- und Motorsport-Club
- ASC: Allgemeiner Sportclub / Akademischer SkiClub / Allgemeiner SchlauchbootClub
- ASK: Armeesportklub / Arbeitersportklub / Athletiksportklub
- ASKÖ: Arbeiterbund für Sport und Körperkultur in Österreich / Arbeitsgemeinschaft für Sport und Körperkultur in Österreich
- ASV: Allgemeiner Sportverein / Arbeiter-Sportverein / Ausdauersportverein / Athletiksportverein / Angelsportverein, in der DDR: Armeesportvereinigung (der Nationalen Volksarmee zugeordnet) / Akademische Sportverbindung / Akademischer Segler Verein
- ATSV: Allgemeiner Turn- und Sportverein / Akademische Turn- und Sportverbindung / Arbeiter-Turn- und Sportverein
- ATUS: Arbeiter-Turn- und Sportverein
- ATV: Allgemeiner Turnverein / Alter Turnverein / Arbeiter-Turnverein / Abstinenten Turnverein / Akademischer Turnverein / Akademische Turnverbindung

### B
- BC: Badmintonclub / BillardClub / BasketballClub / BowlingClub / Ballclub / Budo Club / BouleClub / BolzClub / Bogenclub
- BBC: BasketballClub
- BF: BouleFreunde
- BG: BasketballGemeinschaft
- BR: BoxRing
- BSC: Ballsportclub / Billardsportclub / Bogensportclub
- BSG: Betriebssportgemeinschaft / Bogensportgemeinschaft / Ballspielgemeinschaft
- BSK: Ballsportklub / Billardsportklub
- BSV: Breitensportverein / Baseball- und Softball-Verein / BadmintonSportVerein / Ballspielverein / Billardsportverein / Behindertensport-Verein
- BV: Ballspielverein / BowlingVerein / Ballsportverein / Badmintonverein
- BVB: Ballsportverein Borussia

### C
- CC: Curlingclub / Cricketclub
- CfB: Club für Ballspiele
- CfR: Club für Rasenspiele
- CfW: Club für Wassersport
- CSC: Centraler Sportclub
- CSV: Christlicher Sportverein

### D
- DC: Dartclub
- DEC: DamenEishockeyClub
- DJK: Deutsche Jugendkraft
- DLC: Deutscher Leichtathletik-Club
- DSC: Deutscher Sportclub
- DSG: Dartsportgemeinschaft
- DSV: Dartsportverein / Deutscher Ski Verband / Deutscher Schwimm-Verband / Deutscher-Segler-Verband
- DTV: Deutscher Turnverein

### E
- EC: Eishockeyclub / Eissport Club / Eis Club
- EG: EissportGemeinschaft
- EHC: Eishockeyclub
- EK: Eichenkreuz
- ERC: Eis und Rollsport Club bzw. Eishockey- und Rollschuhclub
- ESC: Eisenbahner Sportclub / Eissportclub
- ESV: Eisenbahner-Sportverein / Eissportverein / Energiesportverein / Eisschnelllaufverein
- ETC: Eishockey- und Tennisclub
- ETSV: Eisenbahner Turn- und Sportverein
- ETuS: Eisenbahner Turn- und Sportverein
- EV: Eislauf-Verein / Eishockeyverein / Eissportverein

### F
- FAS: Freier Akademischer Sportverein
- FC: Fußballclub / Fliegerclub
- FCR: Fußballclub Rasensport
- FF: Fußball Freunde
- FFC: Frauenfußballclub
- FK: Fußballklub
- FMC: FlugModellClub
- FSC: Fußballsportclub / Freizeitsportclub / Fallschirmsportclub
- FSG: Fußball Sport Gemeinschaft
- FSV: Fußball- und Sportverein / Freie Sportvereinigung
- FT: Freie Turner / Freie Turnerschaft
- FTV: Frauenturnverein
- FTSV: Freier Turn- und Sportverein
- FTG: Freie Turngemeinschaft
- FV: Fußballverein
- FVgg: Fußballvereinigung

### G
- GC: Golfclub
- GSV: Gehörlosen-Sportverein /Gesang- und Sportverein / Gymnasial-Sportverein

### H
- HC: Handballclub / Hockeyclub
- HF: HandballFreunde
- HG: HandballGemeinschaft
- HHC: HandHarmonikaClub
- HSG: Handballsportgemeinschaft / Handballspielgemeinschaft
- HSV: Hamburger Sportverein / Handballspielverein / Handballsportverein / Heeressportverein

in / 
Hannoverscher
Sportverein
- HT: Handball Team
- HTC: Hockey- und Tennisclub

### J
- JC: Judoclub
- JFC: JugendFußballClub
- JFG: JugendFörderGemeinschaft
- JFV: JugendFörderVerein
- JSC: Jugendsportclub
- JSG: Jugendspielgemeinschaft / Jugendsportgemeinschaft
- JSV: Jugendsportverein / Judo und Sport Verein
- JVSV: Justizvollzugssportverein

### K
- KC: Kegelclub / Kanu Club / Korfball Club / Kicker Club
- KSC: Kultur- und Sportclub
- KSG: Kultursportgemeinde
- KSV: Kegelsportverein / Kultur- und Sportverein / Kraftsportverein / Kneipensportverein
- KTV: Katholischer Turnverein / KunstTurnverein[igung]
- KuSG: Kultur-und Sportgemeinde
- KV: Karateverein / Kanu-Verein / Korfball Verein

### L
- LAGV: Leichtathletik- und Gymnastikverein
- LAZ: Leichtathletik-Zentrum
- LC: Leichtathletik-Club / Lauf-Club
- LG: Leichtathletik-Gemeinschaft / Laufgemeinschaft
- LGO: Leichtathletik-Gemeinschaft Olympia
- LR: Leichtathletik Rasensport
- LSC: Luftsportclub
- LSG: Luftsportgruppe / Luftsportgemeinschaft
- LSV: Luftsportverein / Landsportverein
- LT: Lauftreff

### M
- MJSG: Männliche Jugendspielgemeinschaft
- MSC: Motorsport Club
- MSG: Männliche Spielgemeinschaft / Motor-Sport-Gemeinschaft
- MTV: Männerturnverein

### O
- OLC: Orientierungslauf Club
- OLG: Orientierungslauf Gemeinschaft / Orientierungslaufgruppe
- OLV: Orientierungslauf Verein

### P
- PBC: PoolBillardClub
- PBV: PoolBillardVerein
- PSV: PolizeisportVerein / Pferdesportverein / Postsportverein
- PTSV: Post-Telekom-Sportverein / Post-Turn- und Sportverein

### R
- RaSpo: Rasensport / Rasensportverein
- RB: RasenBallsport
- RC: Rad-Club / Ruder-Club / Reit-Club
- RFV: Reit- und Fahrverein
- RG: Ringergemeinschaft / Rudergesellschaft
- RK: Ruderklub
- RKV: Rad- und Kraftfahrerverein
- RMV: Rad- und Motorfahrerverein, Rad- und Motorsportverein
- RSC: Rasensportclub / Rallye Supercup  / Reitsportclub / Rennsportclub / Rollstuhl-Sportclub / Radsportclub
- RSV: Rasensportverein / Radsportverein / Rollstuhl-Sportverein / Rennsportverein / Reitsportverein
- RV: Radsportverein / Ruderverein / Reitverein

### S
- SB: Sportbund / Schützenbruderschaft
- SC: Squashclub /Sportclub / Segelclub / Schlittschuhclub / Schachclub / Skiclub / Snookerclub
- SDC: Squaredanceclub
- SF: Sportfreunde / Spielfreunde / Schachfreunde
- SFS: Ski- und Freizeit Sport
- SFV: Ski- und Freizeit Verein
- SG: Sportgemeinschaft / Spielgemeinschaft / Sportgemeinde / Schützengesellschaft / Schwimmgemeinschaft / Schießgemeinschaft
- SGi: Schützen Gilde
- SK: Sportklub / Skiklub / Schachklub
- SKC: Sportkegelclub
- SKG: Sport- und Kulturgemeinde
- SKV: Sport- und Kulturvereinigung
- SLG: Schießleistungsgruppe
- SMC: SchiffsModellbauClub
- Spfr: Sportfreunde
- SpV: Spielvereinigung / Sportvereinigung
- SpVg (Spvg): Spielvereinigung / Sportvereinigung
- SpVgg (Spvgg): Spielvereinigung / Sportvereinigung
- SSC: Spiel- und Sportclub / Sport- und Schwimm- Club / Schwimm- und Ski- Club / Ski- und Snowboard Club / Sportschützenclub
- SSF: Schwimm- und Sportfreunde
- SSG: Sport- und Spielgemeinschaft / Sportschützenggemeinschaft
- SSV: Spiel- und Sportverein / Sportschützenverein / Schwimmsportverein / Ski- und Sportverein
- SSVg: Sport- und Spielvereinigung
- StG: Startgemeinschaft
- STV: Sport- und Turnverein
- SuFF: Sport- und Freizeit-Freunde
- SuS: Spiel- und Sportverein
- SV: Squashverein / Schwimmverein / Sportverein / Sportvereinigung / Spielverein / Schützenverein / Segelverein / Schlittschuhverein / Schachverein
- SVG: Spielvereinigung

### T
- Taf: Talentförderung (meist mit anschließendem Regions- oder Vereinsnamen)
- Tafz: Talentförderungszentrum (meist mit anschließendem Regions- oder Vereinsnamen)
- TB: Turnerbund
- TC: Tennisclub / TurnClub / TanzClub / TanzCorps
- TFC: Tischfußball Club
- TFV: Tischfußball Verein
- TG: Turngemeinde / Turniergemeinschaft / Turniergesellschaft /  Tanzsport - Gesellschaft
- TGS: Turngesellschaft
- THC: Tennis- und Hockeyclub
- TKC: Tipp Kick Club
- TKG: Tipp Kick Gemeinschaft
- TKV: Tipp Kick Verein
- TLV: Turn- und Leichtathletikverein
- TPSG: Turn- und Polizeisportgemeinde
- TS: Turnerschaft
- TSA: Tanzsportabteilung
- TSC: Turn- und Sportclub / Tanzsportclub
- TSF: Turn- und Sportfreunde
- TSG: Turn- und Sportgemeinschaft / -gemeinde / Tanzsportgemeinschaft / Tauchsportgemeinschaft / Teamspielgemeinschaft / Tanzsportgarde
- TSGV: Turn- Sport- und Gesangsverein
- TSV: Tauch- Sportverein / Turn- und Sportverein / Türkischer Sportverein
- TTC: Tischtennis-Club / Tanz-Turnier-Club / Tontaubenclub
- TTF: Tischtennis-Freunde
- TTSF: Tischtennis-Sport-Freunde
- TTV: Tischtennis-Verein
- TuRa: Turn- und Rasensportgemeinde / Turn- und Rasensportverein
- TuRU: Turn- und Rasensport Union
- TuS: Turn- und Spielvereinigung / Turn- und Sportverein / Turn- und Sportfreunde / Turn- und Sportgemeinde
- TuSG: Turn- und Sport- Gemeinschaft
- TuSpo/Tuspo: Turn- und Sportverein
- TV: Turnverein / Turn-Verein (s. auch VT) / Tambourenverein / Tennisverein

### U
- UHC: UnihockeyClub
- USV: Universitätssportverein / Union-Sportverein
- USC: Universitätssportclub

### V
- VBC: Volleyballclub
- VC: Volleyballclub / Veloclub
- VdS: Verein der Sportfreunde
- VfB: Verein für Bewegungsspiele / Verein für Ballspiele / Verein für Breitensport / Verein für Behindertensport
- VfK: Verein für Kraftsport
- VfL: Verein für Leibesübungen / Verein für Laufspiele
- VfN: Verein für Netzspiele
- VfR: Verein für Rasensport / Rasenspiele
- VfV: Verein für Volkssport
- VfvB: Verein für volkstümliche Bewegungsspiele
- VRGB: Verein für Reha Gymnastik und Bewegungsspiele
- VSf: Vereinigte Sportsfreunde
- VSG: Versehrtensportgemeinschaft
- VSK: Verein für Sport und Körperpflege
- VT: Vereinigte Turnerschaft (s. auch TV)
- VV: Volleyballverein

### W
- Waspo, auch WaSpo: Wassersportverein, Wassersportvereinigung und Wassersportfreunde
- WBC: Wasserballclub
- WBV: Wasserballverein
- WF: Wanderfreunde
- WSV: Wassersportverein / Wintersportverein
- WTS: Wurftaubenschützen

### Y
- YC: Yachtclub

### Z
- ZRFV: Zucht-, Reit- und Fahrverein
- ZSG: Zentrale Sportgemeinschaft